# Eleutera
Eleutera é uma cidade da Grécia Antiga, localizada na fronteira entre a Ática e a Beócia.

## Mitologia
Eleutera, cujo nome significa independência, foi fundada na Beócia por Dionísio, antes da sua campanha na Índia.
Um de seus reis se chamava Pégaso; foi ele que introduziu o culto a Dionísio entre os atenienses.
Foi em Eleutera que Antíope deu à luz os gêmeos Anfião e Zeto.